# CTA国际
CTA国际（CTA International，简称CTAI）是由国防公司奈克斯特和贝宜系统各出一半股份成立的合资公司。CTAI总部位于法国布尔日，致力于开发和制造套管伸缩（公司名称中的CTA即是Case Telescoped Ammunition的缩写）武器和弹药。其主要产品是用于装甲侦察车、步兵战车等装甲战车的40CT机炮。

## 历程
公司发展时间线：
- 1954年，美国空军设计了套管伸缩弹药的概念，将弹药射弹完全放置在弹药筒内。引领了30毫米版本套管望远镜武器的早期开发。
- 1991年，鉴于30毫米火炮即将过时，英国皇家军械（英语：Royal Ordnance）和法国Giat工业（奈克斯特的前身）联手开发了中口径45毫米套管伸缩火炮演示模型，并于次年推出了原型。
- 1994年，Giat工业和皇家军械之间的合作通过成立一家名为CTA国际的50/50合资企业的方式而正式确立。
- 1997年，CTA国际进行了45CT机炮的演示，同时也开始过渡到新的40毫米版本。
- 1999年，英国国防部作战分析（OA）研究成果与美国国防部共享；该解决方案已集成到了布拉德利战车和美英追踪者原型车上。
- 2002年，英国国防部和军备总局（英语：Direction générale de l'armement）进一步OA研究；授予降低风险合同。
- 2004年，英国国防部和军备总局（英语：Direction générale de l'armement）签订合同，将40CT集成到MTIP和无人Toutatis炮塔中。
- 2006年，法国和英国就40CT机炮的共同认证程序达成一致。
- 2007年，CTA国际演示了两种炮塔在移动中的精确射击，分别是由英国国防部资助的2人MTIP炮塔和由法国军备总局（英语：Direction générale de l'armement）（DGA）资助的TOUTATIS无人炮塔。
- 2008年3月，英国国防部选择CT40作为战士IFV和FRES-侦察员（即现在阿贾克斯）项目的强制装备。[4]
- 2008-2011年，40CT机炮已被英国国防部淘汰，并被DGA预选用于美洲豹项目。
- 2011-2014年，英国国防部和军备总局（英语：Direction générale de l'armement）签署火炮和弹药资格合同。
- 2012年，40CTAS（机炮+供弹+稳定和瞄准）集成在奈克斯特的T40M炮塔上。
- 2014年，40CT机炮以及APFSDS-T和TP-T弹药均获得英国国防部和法国DGA的正式认证。
- 2015年，CTA国际获得了战士和阿贾克斯515架机炮的生产合同。
- 2016年，CTA国际制造的40CT机炮第一批系列产品已移交给英国国防部用于战士和阿贾克斯项目。
- 2017年4月，法国订购了第一批EBRC美洲豹。
- 2018年，CTA国际在美国班宁堡进行了实弹射击演示，展示了成熟的空爆能力。
- 2019年，CTA国际获得比利时CAMO项目的40CTAS系列生产合同。
- 2020年，CTA国际获得了为法国海军提供Rapidfire炮塔的40CTAS防空衍生型号合同。
- 2021年11月26日，CTA国际交付了英国国防部订购的最后515架机炮以及美洲豹订购的首批20架CTAS。[5]
- 2022年，第一批配备40CTAS的美洲狮已交付给法国陆军，IOC（初始作战能力）阶段开始。

## 引用
1. ↑  .   [2010-03-27]. （原始内容存档于2010-04-01）.
2. ↑  .   [2024-04-11]. （原始内容存档于2023-12-10）.
3. ↑  .   [2024-04-11]. （原始内容存档于2024-02-27）.
4. ↑  http://www.dtic.mil/ndia/2009gunmissile/7961leslie.pdf 的存檔，存档日期2011-06-05. CTAI presentation at conference - 2009-04
5. ↑  .   [2024-04-11]. （原始内容存档于2023-09-28）.